# Aeroportul Puerto Lempira
Aeroportul Puerto Lempira (IATA: PEU, ICAO: MHPL) este un aeroport din Puerto Lempira⁠(d), Gracias a Dios, Honduras ce deservește zona Puerto Lempira⁠(d). A fost numit după zona deservită.
Situat la o altitudine de 10 m, aeroportul dispune de o singură pistă.